# Namur (tỉnh)
Namur (tiếng Hà Lan: Namenⓘ, tiếng Wallon: Nameur) là một tỉnh trong vùng Wallonia, một trong ba vùng của Bỉ. Tỉnh này giáp các đơn vị (từ phía tây theo chiều kim đồng hồ): các tỉnh trong vùng Walloon Hainaut, Walloon Brabant, Liège và Luxembourg ở Bỉ, và giáp vùng Grand Est của Pháp. Tỉnh lỵ là thành phố Namur. Tỉnh có diện tích 3.664 km² và được chia thành 3 huyện hành chính (arrondissements trong tiếng Pháp) có tổng cộng 38 đô thị.

## Các đô thị

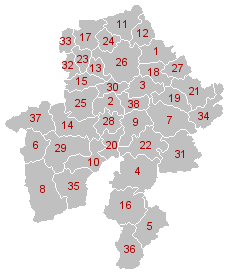
Municipal divisions of Namur (click on image for full legend).

### Huyện Dinant
- Anhée
- Beauraing
- Bièvre
- Ciney
- Dinant
- Gedinne
- Hamois
- Hastière
- Havelange
- Houyet
- Onhaye
- Rochefort
- Somme-Leuze
- Vresse-sur-Semois
- Yvoir

### Huyện Namur
- Andenne
- Assesse
- Eghezée
- Fernelmont
- Floreffe
- Fosses-la-Ville
- Gembloux
- Gesves
- Jemeppe-sur-Sambre
- La Bruyère
- Mettet
- Namur
- Ohey
- Profondeville
- Sambreville
- Sombreffe

### Huyện Philippeville
- Cerfontaine
- Couvin
- Doische
- Florennes
- Philippeville
- Viroinval
- Walcourt